# ŽKD Ježica
ŽKD Ježica (Žensko košarkarsko društvo Ježica) is een damesbasketbalclub uit Ljubljana, Slovenië. Ježica komt uit in de  Slovenian League.

## Geschiedenis
Ježica werd opgericht in 1962. Ježica werd één keer Bekerwinnaar van Joegoslavië in 1989. Na het uiteenvallen van Joegoslavië werd Ježica tien keer Landskampioen van Slovenië in 1992, 1993, 1994, 1995, 1996, 1997, 1998, 1999, 2001 en 2002. Ook werden ze elf keer Bekerwinnaar van Slovenië in 1992, 1993, 1994, 1995, 1996, 1997, 1998, 1999, 2000, 2001 en 2002. In de jaren 80 behaalde Ježica vier keer de halve finale om de Ronchetti Cup in 1986, 1987, 1989 en 1990.

## Verschillende sponsornamen
- Iskra Delta Ježica (1962–1991)
- Diamond Ježica (1991–1994)
- Ježica (1994–1997)
- Imos Ježica (1998–2000)
- Lek Ježica (2000–heden)

## Erelijst
- Bekerwinnaar Joegoslavië: 1
  - Winnaar: 1989
- Landskampioen Slovenië: 10
  - Winnaar: 1992, 1993, 1994, 1995, 1996, 1997, 1998, 1999, 2001, 2002
- Bekerwinnaar Slovenië: 11
  - Winnaar: 1992, 1993, 1994, 1995, 1996, 1997, 1998, 1999, 2000, 2001, 2002
- Ronchetti Cup:
  - Halve finale: 1986, 1987, 1989, 1990